# Каламата
Каламата (на гръцки: Καλαμάτα) е град в Месения, Южна Гърция. Той е пристанище и административен център на дем Каламата. Населението на града е 54 100 жители (по данни от 2011 г.), което го прави втори по население на полуостров Пелопонес, където се намира. Намира се на 255 км от Атина, на 215 км от Патра и на 715 км от Солун. Разположен е в часова зона UTC+2 на 0 – 21 м н.в. Пощенският му код е 241 00, телефонният му код е 27210. За разлика от други гръцки градове, Каламата като град не е свързан с историята на Древна Гърция.

## Климат
Характеризира се със средиземноморски климат с горещо лято и мека зима. Средната дневна годишна температура е 15 градуса.

## Побратимени градове
- Агландзия, Кипър
- Амион, Ливан
- Бизерта, Тунис
- Сиан, Китай